# دافنه گرونولد
دافنه گرونولد (انگلیسی: Daphne Groeneveld؛ زادهٔ ۲۴ دسامبر ۱۹۹۴) مدل (شخص) اهل پادشاهی هلند است. وی از سال ۲۰۱۰ میلادی تاکنون مشغول فعالیت بوده‌است.